# جون إيفانز (كاتب جريمة)
جون إيفانز هو كاتب جريمة كندي، ولد في 11 أبريل 1973 في واترلو في كندا.

## وصلات خارجية
- الموقع الرسمي